# Arlo Green
Arlo Green, född 16 oktober 1993 i Auckland, är en nyzeeländsk skådespelare.
Green har bland annat medverkat TV-serien Nautilus – kapten Nemos äventyr och i filmen M3GAN.

## Filmografi (i urval)
- 2022 – M3GAN
- 2024 – Nautilus – kapten Nemos äventyr (TV-serie)